# Étienne Carton de Wiart
Pour les articles homonymes, voir Carton et Wiart.
Pour les autres membres de la famille, voir Famille Carton de Wiart.
Étienne Carton de Wiart, né à Bruxelles (Belgique) le 27 septembre 1898 et mort à Tournai (Belgique) le 30 juillet 1948, est un prêtre belge du diocèse de Malines. Évêque auxiliaire à Malines en 1934, il devient évêque de Tournai en 1945.

## Biographie
Étienne Carton de Wiart est le fils aîné et premier enfant de Lucienne Brifaut (1874-1958) et d'Albert Carton de Wiart (1870-1938), consul d'Espagne à Bruxelles. Il est cousin issu de germain du Grand Maréchal de la Cour Edmond Carton de Wiart, ainsi que de l'homme de lettres et premier ministre Henry Carton de Wiart. Il fut aussi le neveu du propagandiste et sénateur catholique Valentin Brifaut.
Après neuf années d'études au collège jésuite Saint-Michel d'Etterbeek dont il sort en juillet 1915, Étienne Carton de Wiart se voue au sacerdoce et rejoint le Petit Séminaire de Malines où il étudie la philosophie de 1916 à 1918, avant d'entrer au Grand Séminaire de Malines pour y poursuivre ses études de théologie.
Il est ordonné prêtre par le cardinal Mercier à Malines le 9 octobre 1921 et célèbre sa première messe dans la paroisse de son enfance à Carloo-Saint-Job (Uccle).
Repéré par le cardinal Mercier, ce dernier envoie Étienne Carton de Wiart parachever ses études à Rome au sein du Collège Angelicum dirigé par les frères Dominicains où il étudie de 1922 à 1923. Il y obtint son doctorat en théologie. À son retour, en septembre 1923, il est nommé directeur du Séminaire de Malines chargé de la formation des séminaristes et, à partir de 1929, professeur de dogmatique générale et de théologie morale.
Le 21 novembre 1933, le cardinal Van Roey éleva Étienne Carton de Wiart chanoine honoraire de la cathédrale Saint-Rombaut à Malines.
Le 16 juin 1934, Étienne Carton de Wiart fut nommé évêque, avec siège titulaire à Taïum, et promu évêque auxiliaire du cardinal Van Roey, ainsi que vicaire général du diocèse de Malines, pour l'aider dans ses tâches pastorales (cérémonies religieuses, confirmations, ordinations, etc.). Son sacre eut lieu en la cathédrale Saint-Rombaut de Malines, le 29 juillet 1934.
Le 8 juillet 1945, Étienne Carton de Wiart succède à Louis Delmotte au siège épiscopal du diocèse de Tournai. Il prend possession du siège le 29 juillet 1945. Il prit pour devise : « In Spe Fortitudo ».
Il meurt de manière inopinée à Tournai le 30 juillet 1948.